# Mistrzostwa Europy U-19 w Piłce Nożnej 2024 (eliminacje)/Runda kwalifikacyjna/Grupa 5
W Grupie 5 eliminacji do Mistrzostw Europy U-19 2024 brały udział następujące zespoły:
- Kazachstan U-19
- Macedonia Północna U-19
- Niemcy U-19
- Polska U-19

## Stadiony
Na podstawie:
| Inowrocław       | Mapa miast-gospodarzy    | Toruń                     | Bydgoszcz                    |
| ---------------- | ------------------------ | ------------------------- | ---------------------------- |
| Stadion Miejski  | InowrocławToruńBydgoszcz | Stadion im. G. Duneckiego | Stadion im. Z. Krzyszkowiaka |
| Pojemność: 3 584 | InowrocławToruńBydgoszcz | Pojemność: 4 300          | Pojemność: 20 559            |
|                  | InowrocławToruńBydgoszcz | fot. Przemysław Jahr      |                              |

## Tabela
| Reprezentacja           | M | W | R | P | Br+ | Br- | +/- | Pkt. |
| ----------------------- | - | - | - | - | --- | --- | --- | ---- |
| Niemcy U-19             | 3 | 2 | 1 | 0 | 12  | 4   | +8  | 7    |
| Macedonia Północna U-19 | 3 | 1 | 1 | 1 | 4   | 4   | 0   | 4    |
| Polska U-19             | 3 | 1 | 1 | 1 | 6   | 5   | +1  | 4    |
| Kazachstan U-19         | 3 | 0 | 1 | 2 | 1   | 10  | -9  | 1    |

## Wyniki
| 11 października 2023 15:00 CET | Niemcy U-19 · Lubach 25' · Pejčinović 33', 69' · Kömür 45', 60' · Bornschein 77' | 6:0(3:0)Raport | Kazachstan U-19 | Stadion Miejski, Inowrocław Sędzia: Helgi Mikael Jónasson |
|                                |                                                                                  |                |                 |                                                           |

| 11 października 2023 16:00 CET | Macedonia Północna U-19 · Velichkovski 12' · Elmas 70' | 2:0(1:0)Raport | Polska U-19 | Stadion im. G. Duneckiego, Toruń Sędzia: Tomas Klima |
|                                |                                                        |                |             |                                                      |

| 14 października 2023 13:15 CET | Polska U-19 · Dziuba 24' · Śmiglewski 45+1', 59' | 3:0(2:0)Raport | Kazachstan U-19 | Stadion Miejski, Inowrocław Sędzia: Helgi Mikael Jónasson |
|                                |                                                  |                |                 |                                                           |

| 14 października 2023 15:30 CET | Niemcy U-19 · Pejčinović 57' · Bischof 67', 75' | 3:1(0:0)Raport | Macedonia Północna U-19 · 63' Gjorgievski | Stadion im. Zdzisława Krzyszkowiaka, Bydgoszcz Sędzia: Sander Van Der Eijk |
|                                |                                                 |                |                                           |                                                                            |

| 17 października 2023 15:30 CET | Polska U-19 · Nsangou 14' (k) · Drachal 24', 78' | 3:3(2:1)Raport | Niemcy U-19 · 22' Krattenmacher · 59', 83' Pejčinović | Stadion im. Zdzisława Krzyszkowiaka, Bydgoszcz Sędzia: Sander Van Der Eijk |
|                                |                                                  |                |                                                       |                                                                            |

| 17 października 2023 15:30 CET | Kazachstan U-19 · Mukhametkhanov 25' | 1:1(1:0)Raport | Macedonia Północna U-19 · 81' Zendelovski | Stadion im. G. Duneckiego, Toruń Sędzia: Tomas Klima |
|                                |                                      |                |                                           |                                                      |

## Strzelcy

### 5 goli
- Dženan Pejčinović

### 2 gole
- Tom Bischof
- Mert Kömür
- Dawid Drachal
- Kacper Śmiglewski

### 1 gol
- Zhansultan Mukhametkhanov
- Muhamed Elmas
- Martin Gjorgievski
- Nikola Velichkovski
- Adrian Zendelovski
- Lukas Bornschein
- Maurice Krattenmacher
- Rafael Lubach
- Maksymilian Dziuba
- Junior Nsangou